# Marshall Howard Saville
Marshall Howard Saville (* 1867 in Rockport, Massachusetts; † 1935) war ein amerikanischer Archäologe für Amerika.

## Leben
1889–1894 studierte er Anthropologie an der Harvard-Universität und betrieb erste Feldforschungen unter der Leitung Frederic Ward Putnams. Im südlichen Ohio machte er dabei wichtige Entdeckungen. Ab 1903 lehrte er amerikanische Archäologie an der Columbia-Universität. Außerdem wurde er Direktor am Museum of the American Indian (Heye Foundation), deren Sammlung von Tausenden von Artefakten mittlerweile in die Obhut des National Museum of the American Indian übergegangen ist.
Saville leitete wichtige archäologische Grabungen in Yucatan, Honduras, Mexiko, Ecuador und Kolumbien. Er taufte die Olmeken-Kultur nach einem Volksstamm, der zur Zeit der Azteken jene Region am Golf von Mexiko bewohnte, wo die wichtigsten Fundstätten der Olmeken-Kultur entdeckt wurden.
Er bejahte die um 1900 diskutierte Frage, ob es in Mittelamerika vor Ankunft der Europäer Saiteninstrumente gegeben habe. Als Begründung interpretierte er in einer aztekischen Bilderhandschrift eine ungewöhnliche Abbildung von Musikern als „präkolumbianische Musikgruppe“ und sah in einer Figur einen Musikbogen-Spieler. Nach etlichen Untersuchungen in der Folgezeit gilt diese Ansicht heute als widerlegt.